# جورج هيلتون جونز الثالث
جورج هيلتون جونز الثالث (بالإنجليزية: George Hilton Jones III)‏ هو مؤرخ أمريكي، ولد في يناير 1924 في باتون روج في الولايات المتحدة، وتوفي في 24 يناير 2008 في تشارلستون في الولايات المتحدة.